# Kimotsuki
Kimotsuki (japanska: 肝付町?, Kimotsuki-chō) är en landskommun (köping) i Kagoshima prefektur på ön Kyūshū i södra Japan. 
Kommunen bildades 2005 genom en sammanslagning av kommunerna Kōyama och Uchinoura.
I Kimotsuki ligger rymdbasen Uchinoura Space Center.